# Deportivo Unidad
El Deportivo Unidad es un equipo de fútbol de Guinea Ecuatorial que milita en la Liga de Fútbol de Guinea Ecuatorial, la liga de fútbol más importante del país.

## Historia
El Deportivo Unidad es un club vinculado a las fuerzas armadas de Guinea Ecuatorial, y tiene registros de su participación en el fútbol del país desde 1999 y 2000, años en los cuales ganó la copa nacional. Em 2000, disputó por primera vez la Primera División, integrando el grupo de la Región Insular. En esa temporada, se clasificó para la Liguilla, un torneo final en el que participan los mejores equipos de las regiones insular y continental. A pesar de su clasificación, el club no consiguió el título ni el subcampeonato.
En 2001, se tiene constancia de su eliminación del Sony de Elá Nguema en la Copa de Su Excelentísimo Presidente de la República en una fase desconocida; el torneo fue ganado por el Atlético Malabo. En 2003, el Deportivo Unidad siguió en la Primera División, participando en la fase de grupos de la Región Insular, pero sin clasificarse para la Liguilla.
El equipo volvió a ser registrado en el sistema de ligas en 2008, disputando nuevamente la Primera División, aunque no hay detalles sobre su puesto final. En 2010, el club no consiguió clasificarse para la Liguilla, y en 2011, pese a que el formato de la competición había cambiado a un modelo unificado, el club no destacó, y el título quedó en manos del Sony de Elá Nguema.
En 2012, la situación fue similar en la Liga, pero en la Copa Nacional el club llegó a cuartos de final, donde fue eliminado por el The Panthers FC, que ganó la competición. En 2013, el Deportivo Unidad terminó octavo en la fase regional de la Liga, escapando por poco de la zona de descenso. También participó en el Trofeo Teodoro Obiang, pero fue eliminado en la primera fase por el Sony de Elá Nguema.
En 2014, el club lideró la fase regional de la Liga, clasificándose para la Liguilla, en la que se reunieron los cinco mejores de cada región, aunque no consiguió el título. En la Copa Nacional, llegó a la final de la fase insular, pero perdió contra el Leones Vegetarianos. En 2015, quedó en tercer lugar en la fase regional y se clasificó nuevamente para la Liguilla, pero no consiguió el título. En la Copa, llegó a semifinales, donde fue derrotado por el The Panthers FC.  
En la temporada 2015/16, el Deportivo Unidad fue descendido tras perder la promoción contra el The Panthers. A pesar de ello, na temporada 2016/17, o Deportivo Unidad voltou à Primeira Divisão por desclassificação de clubes da fase insular. El club no llegó a la Liguilla, pero tampoco fue relegado. En la Copa Nacional llegó a cuartos de final insulares y participó en la Copa FEGUIFUT, donde fue eliminado por el Atlético Semu.
En la temporada 2017/18, terminó en segundo lugar en la fase regional de la Liga y fue subcampeón en la Liguilla. En la temporada siguiente, quedó en tercera posición en la fase regional, pero terminó en sexta posición en la Liguilla. Ganó también la Copa de Fútbol San Juan tras derrotar al Futuro Kings por 1 a 0 en la final. Durante la campaña de 2019/20, el campeonato se interrumpió debido a la pandemia de COVID-19, cuando el club estaba en tercera posición en la fase regional.
La temporada 2020/21 no tuvo Liga, pero el Deportivo Unidad conquistó la Copa Teodoro Nguema Obiang al vencer por penaltis al 15 de Agosto de Akonibe. En 2021/22, el club terminó cuarto en la Liga, sin clasificarse para la Liguilla, y fue eliminado de la Copa por el Cano Sport Academy.
En 2023, lideró la fase regional de la Liga en la primera vuelta, pero no conquistó el título en la Liguilla. Volvió a ser eliminado por el Cano Sport Academy en la Copa Nacional, en las semifinales. En la temporada 2023/24, quedó en cuarto lugar en la Liga y fue eliminado en los cuartos de final regionales de la Copa ante el mismo adversario.
A nivel internacional, participó en la Recopa Africana en 2001, pero fue eliminado en la fase preliminar por el AO Evizo, de Gabón. En la Copa Confederación de la CAF de 2018/19, fue eliminado por el Elgeco Plus de Madagascar, a pesar de ganar el partido de vuelta, resultado que no fue suficiente para remontar el resultado global.

## Palmarés
- Copa Ecuatoguineana: 2

1999, 2000
- Copa Teodoro Nguema Obiang: 1

2020/21
- Copa de Fútbol San Juan: 1

2019

## Participación en competiciones de la CAF
| Temporada | Torneo                       | Ronda      | Club             | Casa | Visita | Global |
| --------- | ---------------------------- | ---------- | ---------------- | ---- | ------ | ------ |
| 2001      | Recopa Africana              | Preliminar | AO Evizo         | 1-5  | 0-1    | 1-6    |
| 2018/19   | Copa Confederación de la CAF | Preliminar | ASSM Elgeco Plus | 2-1  | 1-3    | 3-4    |